# Озеров, Михаил Яковлевич
Михаил Яковлевич Озеров (1900 — ?) — советский государственный деятель. Директор Дальневосточного политехнического института (1937—1939), ректор Мариупольского металлургического института (1939—1941).

## Биография
Родился в 1900 году в Смоленской губернии. Отец был швейцаром, мать — горничной в одной из одесских гостиниц.
Начал работать в 13 лет на строительстве Амурской железной дороги, затем сменил ещё несколько мест работы — трудился на рыбном промысле, в вагоностроительных мастерских.
С 1919 году добровольцем вступил в РККА, в качестве политработника воевал на Петроградском, Польском, Украинском фронтах. Учился на дивизионных партийных курсах и в высшей военной школе.
В 1924 году уволился из армии по болезни, после чего перешёл на партийную работу на Дальнем Востоке. В 1930 направлен ЦК ВКП(б) на учёбу в ДВПИ им. В. В. Куйбышева (парттысячник). В 1937 году окончил ДВПИ по специальности «инженер-теплоэнергетик», работал на судоверфи «Главрыбы» мастером, затем заведующим цехом.
В августе 1937 года, после ареста директора ДВПИ В. Л. Абрамовича, рекомендован партийными органами в качестве его преемника. Возглавлял вуз до января 1939 года, после чего был освобождён от должности. В 1939—1941 годах был ректором Мариупольского металлургического института.
После войны работал в Наркомате судостроительной промышленности на ответственных должностях. Обвинялся в сотрудничестве с оккупационными немецкими властями в Мелитополе, однако его вина не была доказана.
Дальнейшая судьба неизвестна.